# ウミヅキチョウチョウウオ
ウミヅキチョウチョウウオ（海月蝶々魚、学名：Chaetodon bennetti）は、スズキ目チョウチョウウオ科に分類される魚類の一種。和名は、体側にある黒い紋を月に見立てたことに由来するとされる。

## 形態
- 全長18cm[1]。
- 体側に青白く縁取られた黒色の紋がある[2]。
- 鰓から臀鰭にかけて、斜めの青白い帯が2本ある[2]。
- 尾鰭の縁は白っぽい[2]。

よく似た種
よく似た種としてトノサマダイがいる。
両種は外見上酷似しているが、

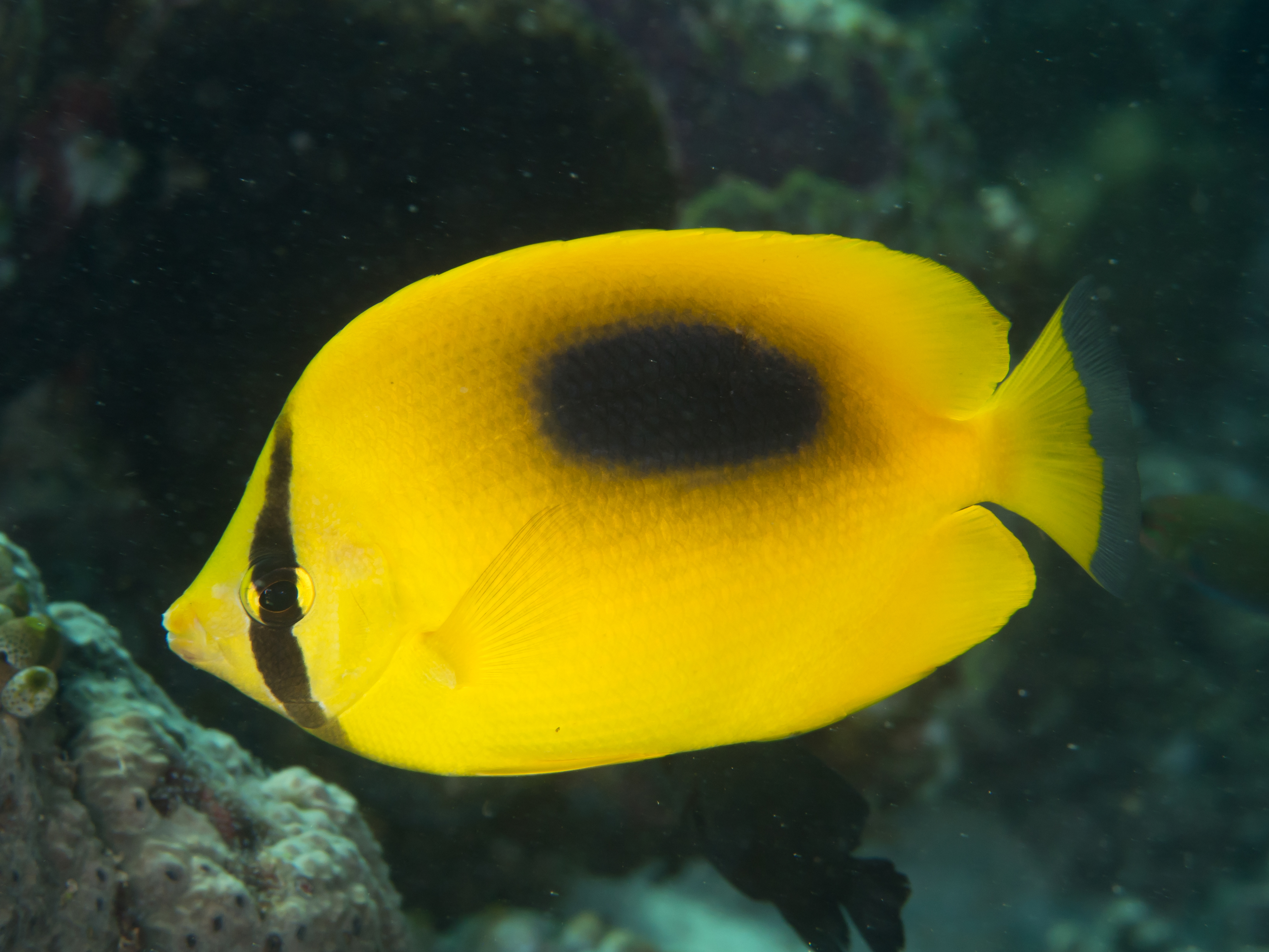
トノサマダイ

- 黒い紋の周囲にある青の輪が、本種にはあり、トノサマにはない[1]。

といった相違点がある。

## 生態
雑食で、主に生きたサンゴのポリプを食べる。
水深5-30mのサンゴ礁、岩礁域で見られる。性格は臆病である。

## 分布
ポリネシアからアフリカ沿岸までの西・中部太平洋・インド洋に生息する。日本では本州中部以南に分布する。どこの地域でも数は少ない。

## 人とのかかわり
観賞魚。飼育下では体色が黒ずむことが多い。